# Steve Beck
Steve Beck är en amerikansk filmregissör som även arbetat med specialeffekter.

## Filmografi

### Regi
- 2001 – Thirteen Ghosts
- 2002 – Ghost Ship

### Specialeffekter
- 1989 – Indiana Jones och det sista korståget
- 1990 – Jakten på Röd Oktober